# Whitehern
Whitehern es una casona histórica localizada en Hamilton, Ontario, Canadá, construida poco antes de 1850.
En su momento, Whitehern era el hogar de Thomas McQuesten. Su casa fue el centro histórico de la ciudad de Hamilton, después de la muerte del último de sus cinco hermanos solteros en 1968. Está situada en la esquina de Jackson Street West y MacNab Street South, justo al este de la ciudad de Hamilton Hall y detrás del Salón de la fama canadiense. Después de su restauración, la casona se completó en 1971, y desde entonces ha estado abierto como museo cívico y en ocasiones ha servido como lugar de rodajes. Fue designado Sitio Histórico Nacional de Canadá en 1962.
Una placa histórica de Ontario fue erigida por la provincia debido a que contiene un gran valor arquitectónico e histórico dentro de la ciudad de Hamilton.